# Moun Karayib
Moun Karayib était groupe de musique caribéenne des années 2000 (de 2002 à 2008).

## Biographie
La musique de Moun Karayib est l’expression d’une conscience culturelle caribéenne. Il suffit de l’écouter pour entendre sa diversité et voir sa couleur. Ayant exploré d’autres sillons musicaux, de la biguine au jazz, passant par le gwoka et le zouk, le quartet se retrouve autour de l’instrument acoustique pour revisiter et explorer des mélodies aux contours caribéen.
Le groupe réemprunte l’instrument – tambour – façonnant le son autour de celui-ci, jusqu’à proposer de nouvelles déclinaisons des musiques roots. Du gwo ka, le groupe réutilise les structures de composition des chants : le chantè – répondè redessine le pont d’hier à aujourd’hui.
Au jazz, le groupe emprunte la volonté de concevoir une musique non figée, qui préserve l’interactivité entre les musiciens, entre les musiciens et le public, se réservant la possibilité de s’offrir toutes les libertés de l’improvisation.
Aux musiques de la Caraïbe : le groupe choisit de ne pas restreindre son champ d’inspiration. Il puise dans l’ensemble de ces styles qui ont alimenté la musique en Guadeloupe, Martinique et Guyane, sans artifices, en préservant l’élégance du son acoustique. Une question de racines…
L’histoire des îles de la Caraïbe a voulu que de la coexistence de peuples, déportés ou conquérants, naisse un langage, multiple par essence, une culture de la diversité, source inspiratrice… Alors, quand l’Histoire résonne de cris poussés pour la liberté, hier comme aujourd’hui, quand l’avenir semble se lire à l’aune des enjeux de la mémoire, jusqu’au devoir de mémoire, le groupe met en mélodies et parole sa vision de l’aventure caribéenne…
Ils sont musiciens, acteurs de cette marche vers un avenir porté, chanté par eux.
Parce que l’Histoire est composite, faite de millions de voix, de millions d’histoires, dont les leurs. Sons et mélodies… « Caraïbes aux voix multiples » Y a-t-il un son caribéen et qu’est-ce qu’un son caribéen ? Le son de Moun Karayib est un de ceux-là.
Les musiciens laissent libre cours à l’expression de leur authenticité et plongent dans l’héritage dont ils sont les dépositaires. Leur musique est pensée librement, tout en étant solidement ancrée à leurs racines.
Moun Karayib sort des sentiers battus et de leur place, les musiciens s’adressent à l’universel.
À vrai dire, ce qu’ils nomment avec fierté « Culture Caraïbe » est d’abord ce qui imprime leur mouvement, les guide, les inspire, les oriente.
Nous les attendions, ils arrivent.
Willy Salzedo (Guadeloupe), Olivier Jean-Alphonse (Martinique), Stéphane Castry (Guadeloupe) et Jérôme Castry (Guadeloupe), 4 frères musiciens viennent en chœurs nous conter sur 15 titres, l’Amour, la Culture, la Douleur, les récits d’un peuple : l’Histoire Caribéenne.
Depuis 1995, Willy Salzedo à travers l’album “Mi” de Tanya Saint-Val explore le mélange guitare acoustique-tanbour ka, sur des textes engagés. Pendant 5 ans, sans relâche, les 4 compères puisent dans le terroir musical de chez eux pour sortir Moun Karayib. Leurs compositions d’exception trouvent la voix saisissante d’émotion d’Olivier qui s’accorde à la basse et la contrebasse rythmée de Stéphane et les harmonies du piano et de la guitare de Willy pour finir sur les tonitruantes batteries de Jérôme.
En 2002, le quartet se forme et parcourt la France. Ils sont notamment invités par Laurent Voulzy au Festival « Nuits de Champagne » de Troyes la même année.
Amoureux de leurs îles, attachés à leurs valeurs, Moun Karayib se sert de son héritage  pour véhiculer des messages. Ils empruntent l'africanité du Ka, la saveur du Zouk, l’authenticité de la Biguine et l’âme du Jazz. Le groupe embarque ainsi son public dans des mélodies qui swinguent et lui propose un voyage culturel à travers le Temps. On redécouvre les sonorités d’une Coutume et plus largement contribue à son désenclavement.
En 2007, Moun Karayib sort l'album "Vini Kouté" sous le label SOWest Indies, distribué par Solibo Music. 
Leur musique identitaire et ambassadrice se veut un hommage à la connaissance et à la reconnaissance de leurs Racines.